# Anna Musiał (poetka)
Anna Musiał (ur. 11 stycznia 1987 w Poznaniu) – polska poetka, fotografka, recenzentka. Autorka czterech tomów poetyckich. Redaktorka Babińca Literackiego.
Laureatka Konkursu Poetyckiego z okazji Światowego Dnia Poezji 2021 (Miejskie Centrum Kultury w Gorzowie Wlkp.). Dwukrotnie nominowana w Konkursie Poetyckim Fundacji Duży Format (2018 i 2019). Publikowała w wielu magazynach papierowych i internetowych, takich jak: Wyspa, sZAFa, Metafora, 2Miesięcznik, Helikopter, Inter-, Obszary Przepisane, Fabularie, Nowe Myśli oraz Suburbia.
Jej wiersze prezentowano m.in. w „Poczcie Poetyckiej” Polskiego Radia Koszalin oraz w audycji "Książka na Fali" w inne.radio, natomiast zdjęcia publikował m.in. magazyn BNW Minimalism Magazine oraz Stowarzyszenie Polskich Fotografek – Polish Women Photographers.
Pod jej redakcją ukazała się także 111. Antologia Babińca Literackiego 2016–2019 (Fundacja Duży Format, Warszawa 2020).

## Twórczość
Poezja:
- Pandemonium, wyd. Eperons-Ostrogi, Kraków 2015
- Coleoptera, wyd. Fundacja Duży Format, Warszawa 2018
- #bodypain, wyd. Fundacja Duży Format, Warszawa 2022
- Oversharing, wyd. FONT (Fundacja Otwartych Na Twórczość), Poznań 2025

Antologie:
- Grała w nas gra. Antologia wierszy ludzi przełomowych, red. Rafał Różewicz (Wyd. Fundacja Kultury Akademickiej, Poznań 2017)
- Antologia Poetów Polskich 2017 (wyd. Pisarze.pl, Warszawa 2017)
- Miłość w czasach fejskultury pod redakcją Kai Kowalewskiej (Wydawnictwo Novatorja, 2019)
- 111. Antologia Babińca Literackiego 2016–2019 (Fundacja Duży Format, Warszawa 2020)
- Przewodnik po zaminowanym terenie 2, antologia magazynu „Helikopter” z lat 2016–2020 (Wyd. Ośrodek Postaw Twórczych, 2021)

## Pozostałe publikacje
- Depresja wieku młodzieńczego, informator dla rodziców i opiekunów (ebook), wyd. psychologiadziecka.org 2021[6]
- B&W Minimalism Magazine #30, 2021